# علي الغرير
علي الغرير (19 سبتمبر 1968 - 12 يناير 2020) ممثل بحريني. يعد من أبرز الفنانين في البحرين وفي منطقة الخليج العربي، حيث عرفه الجمهور البحريني والخليجي من خلال الأدوار الكوميدية، إلى جانب مجموعة من الأعمال الدرامية المتميزة.

## مسيرته الفنية
شارك علي الغرير في أكثر من 52 مسلسلا بحرينيًا وخليجيًا خلال مسيرة امتدت حوالي 30 عاما، وكانت آخر أعماله مسلسل حكايات ابن الحداد، أما أولى أعمال الفنان الراحل فكانت عام 1990 من خلال مسلسل رحلة العجائب ومسرحية أليس في بلاد العجائب.
وأوضحت صحيفة الأيام البحرينية أن الغرير شارك في المسرح من خلال التمثيل في العديد من المسرحيات المحلية والخليجية، كما شارك في التمثيل السينمائي عبر عدد من الأفلام التي عرضت في دور السينما في البحرين والخليج العربي وكان أبرزها سوالف طفاش: جزيرة الهلامايا عام 2016، وطفاش والأربعين حرامي في 2017، وآخرها طربال رايح جاي عام 2018.
وفي المجمل فإن الغرير امتلك في رصيده أكثر من 52 مسلسلا و15 عملا مسرحيًا، بالإضافة إلى 5 أفلام.

## أعماله الفنية

### في التلفزيون
| سنة الإنتاج | المسلسل                      | بمشاركة | الشخصية      |
| ----------- | ---------------------------- | --- | ------------ |
| 1990        | رحلة العجائب                 | خالد العبيد، جاسم النبهان، كاظم القلاف، عبد الإمام عبد الله، باسمة حمادة، زهرة الخرجي                       |              |
| 1993        | البيت العود                  | سعد البوعينين، لطيفة المجرن، جمعان الرويعي، حميد مراد، أحمد مبارك                                           | عدة شخصيات   |
| 1994        | فرجان لول                    | سعد البوعينين، إبراهيم بحر، لطيفة المجرن، عبد الله ملك، مريم زيمان، عبد الله وليد، جمعان الرويعي            | عدة شخصيات   |
| 1994        | صانعوا التاريخ               | حسن محمد |              |
| 1995        | حسن ونور السنا               | أنور أحمد، زينب العسكري، لطيفة المجرن، عبد الله ملك، جمعان الرويعي، يوسف بوهلول                             | خالد         |
| 1995        | الهارب                       | سعد البوعينين، إبراهيم بحر، عبد الله وليد، عبد الله ملك، فضيلة المبشر                                       | عدة شخصيات   |
| 1996        | عجايب زمان                   | سعد البوعينين، إبراهيم بحر، زهرة عرفات، فاطمة عبد الرحيم                                                    | عدة شخصيات   |
| 1997        | بحر الحكايات                 | مريم زيمان، سعاد علي، جمعان الرويعي، شيماء سبت                                                              |              |
| 1997        | الكلمة الطيبة                | سعد البوعينين، إبراهيم بحر، لطيفة المجرن، يوسف بوهلول، جمعان الرويعي، فضيلة المبشر                          |              |
| 1997        | حزاوي الدار                  | سعد البوعينين، أحمد عيسى، عبد الله ملك، لطيفة المجرن، مريم زيمان، إبراهيم بحر                               |              |
| 1997        | سرور                         | عبد المحسن النمر، هيفاء حسين، لطيفة المجرن، جمعان الرويعي، شيماء سبت                                        | سالم         |
| 1997        | آه يا سلمان - سهرة تلفزيونية | لطيفة المجرن، إبراهيم بحر، سعاد علي، مريم زيمان، جمعان الرويعي، زهرة عرفات                                  |              |
| 1998        | تالي العمر                   | سعاد علي، زينب العسكري، يوسف بوهلول                                                                         | هشام         |
| 1998        | سعدون                        | جمعان الرويعي، أحمد مجلي، هدى سلطان، زينب العسكري، يوسف بوهلول، حميد مراد                                   | مهدي         |
| 1999        | العولمة                      | حياة الفهد، محمد المنصور، بكر الشدي، فاطمة الحوسني، محمد العيسى، فايز المالكي                               | بندر         |
| 1999        | آخر الرجال                   | عبد الله ملك، أحلام محمد، سعاد علي، يوسف بوهلول، فاطمة عبد الرحيم، شيماء سبت، شذى سبت، ابتسام العطاوي       | جمال         |
| 1999        | غناوي المرتاحين              | يوسف بوهلول، حميد مراد                                                                                      |              |
| 2000        | نيران                        | محمد المنصور، جاسم النبهان، سعاد علي، مريم زيمان، لطيفة المجرن، هيفاء حسين                                  | الرقي        |
| 2001        | مواطن طيب                    | سعد البوعينين، سعاد علي، حميد مراد، يوسف بوهلول، أمينة القفاص، عبد الله وليد                                | صباح         |
| 2003        | شريك الحياة                  | فاطمة عبد الرحيم، لطيفة المجرن، فضيلة المبشر، أحمد مبارك                                                    |              |
| 2003        | ملاذ الطير                   | سمير الناصر، عبد الناصر الزاير، مريم زيمان، سعاد علي، هيفاء حسين، زينب العسكري، شيماء سبت                   |              |
| 2003        | دمعة عمر                     | عبد الرحمن العقل، زينب العسكري، هيفاء حسين، لطيفة المجرن، طيف، بدرية أحمد، أميرة محمد                       | يوسف         |
| 2003        | أخوة الشر                    | عبد المحسن النمر، يوسف بوهلول، سعاد علي، لطيفة المجرن، فاطمة عبد الرحيم                                     | عزيز         |
| 2004        | السديم                       | أحلام محمد ، جمعان الرويعي ، أميرة محمد ، عبد المحسن النمر ، هيفاء حسين ، حميد مراد                         | المدير       |
| 2005        | دروب                         | سعاد علي، أحلام محمد، علي جمعة، شيماء سبت                                                                   | عبد الرحمن   |
| 2005        | صور من الحياة                | سعد البوعينين، لطيفة المجرن، عبد الله ملك، مريم زيمان، يوسف بوهلول، جمعان الرويعي، فضيلة المبشر، أميرة محمد |              |
| 2006        | قيود الزمن                   | هيفاء حسين، لطيفة المجرن، يوسف بوهلول، جمعان الرويعي، عبير أحمد، ملاك                                       | رشدان        |
| 2007        | 123 أكشن                     | سعد البوعينين، أحمد مجلي، زهور حسين                                                                         |              |
| 2007        | نعم ولا                      | عبد العزيز جاسم، أسمهان توفيق، زهرة عرفات، محمد الحجي، هبة الدري                                            | ماجد         |
| 2008        | ظل الياسمين                  | إبراهيم الصلال، شهد الياسين، محمد الحجي، فاطمة عبد الرحيم، يوسف بوهلول                                      |              |
| 2009        | سوالف طفاش                   | سعد البوعينين، خليل الرميثي، أحمد عيسى، عبد الله وليد، نورة البلوشي                                         | طفاش         |
| 2010        | متلف الروح                   | غانم السليطي، عبد المحسن النمر، هيفاء حسين، زهرة عرفات، فاطمة الحوسني                                       |              |
| 2010        | سوالف طفاش 2                 | سعد البوعينين، خليل الرميثي، أحمد عيسى، عبد الله وليد، نورة البلوشي                                         | طفاش         |
| 2010        | خيوط ملونة                   | عبد العزيز جاسم، أسمهان توفيق، زهرة عرفات، هبة الدري                                                        | أبو أحمد     |
| 2010        | تصانيف                       | غانم السليطي، عبد العزيز جاسم، هدى الخطيب، زهرة عرفات                                                       | عدة شخصيات   |
| 2011        | سماء ثانية                   | غانم السليطي، جاسم النبهان، هيفاء حسين، عبد المحسن النمر، عبد الله ملك، شفيقة يوسف                          |              |
| 2011        | تصانيف 2                     | غانم السليطي، عبد العزيز جاسم، هدى الخطيب، زهرة عرفات                                                       |              |
| 2012        | لولو مرجان                   | سعاد علي، فاطمة عبد الرحيم، أمين الصايغ                                                                     | سهيل         |
| 2012        | بو دروش                      | عبد الناصر درويش، محمد جابر                                                                                 | الوحش        |
| 2013        | لولو مرجان 2                 | سعاد علي، جابر نغموش، أميرة محمد، أمين الصايغ                                                               | سهيل         |
| 2013        | وديمة وحليمة                 | سعاد علي، ملاك الخالدي، مرعي الحليان، أسيل عمران                                                            | شاهين        |
| 2013        | برايحنا                      | إبراهيم بحر، مبارك خميس، لطيفة المجرن، يوسف بوهلول، هيفاء حسين، أحمد مبارك                                  |              |
| 2014        | أهل الدار                    | سعد البوعينين، إبراهيم بحر، لطيفة المجرن، جمعان الرويعي، أمينة القفاص، سامي رشدان                           |              |
| 2014        | بحر الليل                    | جابر نغموش، هيفاء حسين، رزيقة الطارش، أمل محمد، سيف الغانم                                                  | سلمان البناي |
| 2014        | وديمة وحليمة 2               | سعاد علي، ملاك الخالدي، مرعي الحليان، أمل محمد                                                              | شاهين        |
| 2014        | طماشة 5                      | جابر نغموش                                                                                                  |              |
| 2015        | سوالف طفاش 3                 | سعد البوعينين، خليل الرميثي، أحمد عيسى، عبد الله وليد، سلوى بخيت، نورة البلوشي                              | طفاش         |
| 2016        | حزاوينا خليجية               | غازي حسين، جابر نغموش، بشير غنيم، لطيفة المجرن، سعيد قريش، مرعي الحليان                                     | عدة شخصيات   |
| 2016        | الحرب العائلية الأولى        | أحمد الجسمي، سعاد علي، جمعة علي، أمل محمد                                                                   | عبد الرحمن   |
| 2017        | الحرب العائلية الثانية       | أحمد الجسمي، سعاد علي، جمعة علي، أمل محمد                                                                   | عبد الرحمن   |
| 2018        | الحرب العائلية الثالثة       | أحمد الجسمي، سعاد علي، جمعة علي، أمل محمد                                                                   | عبد الرحمن   |
| 2018        | حدك مدك                      | عبد الله زيد، جمعة علي، أحمد الجسمي، سلوى بخيت                                                              | دلمون        |
| 2018        | حارة الأصحاب                 | صالح زعل، فخرية خميس، سعود الدرمكي، خليل الرميثي                                                            |              |
| 2018        | بطران عايش يومه              | هيفاء حسين، سلوى بخيت، سليمان عيد، أحمد مبارك، خليل الرميثي، نورة البلوشي                                   | جمعة         |
| 2019        | جديمك نديمك                  | سعاد علي، جابر نغموش، سلوى الجراش                                                                           | طارق         |
| 2020        | حكايات ابن الحداد            | خليل الرميثي، محمد ياسين، حسن محمد، نورة البلوشي، أبرار سبت                                                 | الوالي نعمان |

### في المسرح
| سنة الإنتاج | المسرحية             | بمشاركة                                                            | الشخصية      |
| ----------- | -------------------- | ------------------------------------------------------------------ | ------------ |
| 1990        | أليس في بلاد العجائب | منى عيسى، حميد مراد                                                | الغلام       |
| 1990        | جحا والأرض           | زينب العسكري، أحمد مجلي                                            | المنادي      |
| 1997        | نار يا حبيبي نار     | فاطمة عبد الرحيم، غادة السني، منصور الجداوي                        | الدكتور فتحي |
| 2004        | صرخة الرعب           | عبد العزيز المسلم، عبد الإمام عبد الله، انتصار الشراح، هيا الشعيبي |              |
| 2006        | خلك في البيت         | عبد العزيز جاسم، عبد الناصر درويش                                  |              |
| 2009        | وناسة                | فاطمة عبد الرحيم، خليل الرميثي، وفاء مكي، أحمد مبارك، أحمد مجلي    | عدة شخصيات   |
| 2012        | وين ما نطقها عوية    | سعاد علي، منى شداد، ابتسام عبد الله، أحمد مبارك                    |              |
| 2012        | عنبر و11 سبتمبر      | سعد الفرج، غانم السليطي، صلاح الملا، هبة الدري                     |              |
| 2014        | يبيله                | غازي حسين، شعبان عباس، فارس الخالدي                                |              |
| 2015        | مدينة الحكايات       | أبرار سبت، أمير دسمال                                              | جحا          |
| 2015        | بشويش                | خليل الرميثي، خالد العجيرب                                         | سالم         |
| 2015        | صباغين               | خليل الرميثي                                                       |              |
| 2016        | الصياد والقراصنة     | خليل الرميثي                                                       |              |
| 2016        | عرب تويت             | محمد المنصور، عبد الناصر درويش، منى شداد                           |              |
| 2019        | زعيتر وشرارة         | أحمد عيسى                                                          | شرارة        |

### في السينما
| سنة الإنتاج | الفيلم                      | بمشاركة                                                         | الشخصية |
| ----------- | --------------------------- | --------------------------------------------------------------- | ------- |
| 2003        | زائر                        | جمعان الرويعي، فاطمة عبد الرحيم، أحمد مبارك                     | علي     |
| 2010        | حنين                        | مريم زيمان، هيفاء حسين                                          |         |
| 2016        | سوالف طفاش: جزيرة الهلامايا | خليل الرميثي، أحمد عيسى، عبد الله وليد، سلوى بخيت، نورة البلوشي | طفاش    |
| 2017        | طفاش والأربعين حرامي        | خليل الرميثي، أحمد عيسى، عبد الله وليد، سلوى بخيت، نورة البلوشي | طفاش    |
| 2018        | طربال رايح جاي              | خليل الرميثي، نورة البلوشي، خالد العجيرب، مصطفى أبو سريع        | طربال   |

## وفاته
توفي الفنان علي الغرير يوم الأحد 17 جمادى الأولى 1441هـ الموافق 12 يناير 2020 عن عمر ناهز 51 عامًا جراء إصابته بسكتة قلبية مفاجئة.

## الجوائز والتكريم
- 2020:  الإمارات العربية المتحدة - كُرم في مهرجان العين السينمائي، وتسلم تكريمه الفنان خليل الرميثي.[10]

## أماكن سميت باسمه
مركز علي الغرير الإعلامي في قطر.

## روابط خارجية
- «صانع البهجة» كتاب يختزل مشوار الفنان علي الغرير - صحيفة الوطن
- علي الغرير على موقع IMDb (الإنجليزية)
- علي الغرير على موقع قاعدة بيانات الأفلام العربية